# Ermita del Humilladero (Atienza)
La ermita del Humilladero es un templo católico situado en la entrada de la localidad de Atienza (Guadalajara, España) por las carreteras CM-110 y GU-134.

J.M. Quesada hace referencia a ella cuando cita la construcción de una fuente próxima al templo

... fuente construida a la entrada del pueblo, junto a la ermita del Humilladero...

## Planta
La planta es cuadrada de estilo románico del siglo XVI rematada por ábside semicircular. Fue realizada con sillar de buena calidad bien tallado.
|  | 1. Pórtico oeste; acceso al templo. 2. Nave. 3. Ábside. 4. Capillas laterales. 5. Porche. 6. Signos lapidarios. |

El templo consta de:
- Pórtico (1) de dos vanos en la fachada oeste de arco de medio punto formado por una arquivolta con guardapolvos, apoyada en jambas lisas e imposta.
- Nave (2) de tramo único.
- Ábside (3) semicircular sin decoración.
- 2 capillas (4) laterales adosadas en las fachadas norte y sur.
- El acceso al templo se efectúa por el pórtico Sur protegido por porche (5) con cubierta a tres aguas y cinco columnas de fuste liso.

## Reformas
Según parece sugerir la inscripción de una de sus vigas, el porche fue añadido o reconstruido en el siglo XVII.

## Marcas de cantero
Se han identificado un total de 3 signos y 3 inscripciones, situados en el exterior del templo y en el porche:

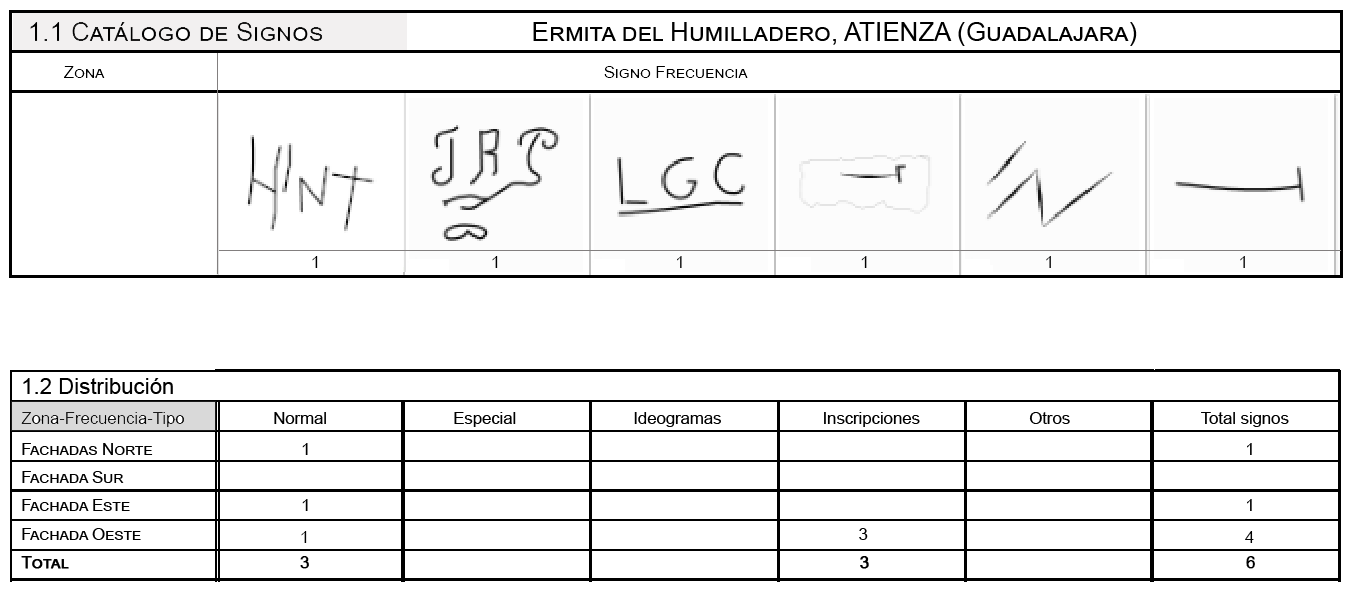
Catálogo de signos lapidarios del templo. Ver Planta.

- Wikimedia Commons alberga una categoría multimedia sobre Marcas de cantero en la Erm. del Humilladero..